# Sunwest Aviation
Sunwest Aviation — канадская авиакомпания со штаб-квартирой в городе Калгари (Альберта), выполняющая чартерные пассажирские и грузовые авиаперевозки по населённых пунктам страны.
Главным транзитным узлом (хабом) перевозчика является Международный аэропорт Калгари, в качестве вторичных хабов используются Международный аэропорт Эдмонтон и Международный аэропорт Ванкувера.

## Флот
По состоянию на март месяц 2010 года воздушный флот авиакомпании Sunwest Aviation составляли следующие самолёты:
- 5 Raytheon Beech 1900D
- 3 Fairchild Metro 23
- 2 Fairchild Metro II [1]
- 1 Challenger 604
- 1 Cessna Citation 680 Soveriegn
- 1 Cessna Citation II
- 1 Cessna Citation V
- 1 Falcon 900 EX
- 3 Hawker 800/800XP
- 4 King Air 200
- 1 King Air 350
- 1 Learjet 35A
- 4 Learjet 45
- 2 Learjet 55
- 4 Piper Chieftain
- 3 Cessna Caravan